# 냉납

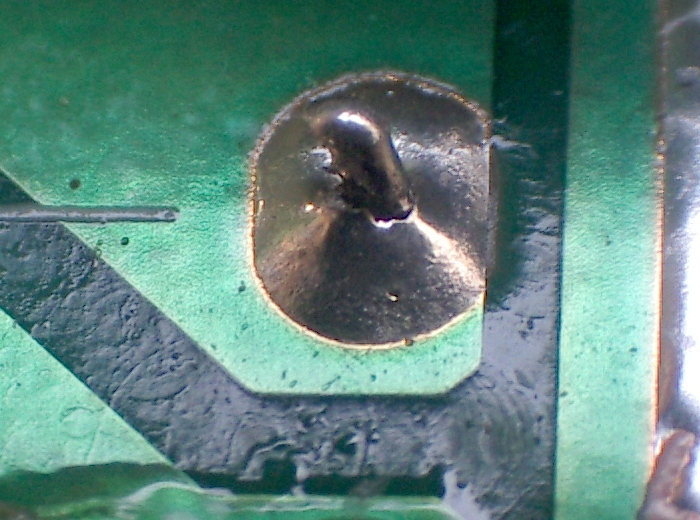
납땜이 제대로 되지 않은 모습

냉납 혹은 냉납현상은 반도체 생산 공정에서 납땜이 제대로 되지 않아 제품이 열을 받을 때나 충격을 받을 때 비교적 저온에서 납땜이 녹아서 떨어지는 현상을 말한다.
이러한 현상은 일반적으로 열을 많이 받는 전자기기의 CPU나 그래픽카드에서 일어난다. 또한 충격에 자주 노출되는 스마트폰이나 카메라에서도 자주 발생한다. 스마트폰, 노트북, 그래픽카드 등의 작고 정밀한 전자제품은 작은 PCB 위에 많은 부품들을 납땜해야 하는데 이러한 부품들 중 부피가 큰 CPU칩이나 GPU 칩들은 납땜을 할 수 있는 공간이 제대로 확보되지 않아 설계할 때 아웃풋 핀을 아래로 하여 제조 공정 시 납을 녹인 체 PCB에 붙인 후 납을 굳히게 된다.
이 때 납의 양이 너무 적거나, 온도가 너무 높거나 낮은 상태에서 공정이 진행되었거나 부품과 PCB 보드의 접합 위치가 적절하지 않은 경우 나중에 냉납현상이 발생할 수 있는 가능성이 매우 커진다. 이렇게 제조공정이 잘못되었을 경우나 기기의 설계가 잘못 이루어져 정밀부품에 열이 많이 발생하는 경우, 열을 제대로 내보내지 못하는 경우에 과열되어 냉납현상이 발생하며 제조공정이 잘 이루어졌다 하더라도 제품에 충격이 가해지거나 무리한 힘이 가해져 강제로 납이 깨지는 현상이 발생할 때 냉납현상이 일어난다.

## 냉납현상의 수리
이러한 고장은 단순한 접촉 불량으로 일어나지만 수리가 간단하지 않아 대부분 PCB 보드 전체를 교체하는 수리가 진행된다. 이렇게 보드 전체를 교체할 경우 비용이 많이 발생하게 된다. 하지만 PCB 수리 전문 업체나 수리 장비가 갖추어진 조건이라면 냉납현상의 수리는 매우 간단하다. 이러한 고장을 수리하는 작업을 리볼링(Reballing) 또는 Reflowing이라고 한다. 냉납현상으로 떨어져 전류가 흐르지 않는 부분을 다시 이어서 전류를 흐르게 한다는 Reflow에서 나온 말이다. 이 수리는 다음과 같이 이루어진다.PCB 보드에 납땜되어있는 고장 부품을 제외한 열에 약한 다른 부품들을 폴리이미드 테이프로 감싼다. 폴리이미드 테이프, 흔히 캡톤 테이프라 일컫는 이 테이프는 열에 강하고 열전도율, 전기 전도율이 매우 낮은 폴리이미드 필름을 열에 강한 실리콘 점착제를 발라 테이프의 형태로 만든 것이다. 이 테이프는 열, 스파크에 약한 전자 소자들을 감싸 보호하는 역할을 하게 된다. 다른 부분들을 모두 감싼 후 냉납현상이 발생한 부분에 약 300°C의 바람을 서서히 불어넣어준다. 약 2~3분정도 가하면 칩 아래에 위치한 납이 모두 녹으면 칩을 PCB에서 분리시킨다. 떨어진 칩의 아랫부분과PCB보드의 윗부분에 플럭스를 바른 후 솔더윅으로 남아있는 납을 모두 제거한다. 납을 제거하는 이유는 한번 열이 가해진 납에는 금속 표면의 산화를 방지하는 기능이 저하되어 점성이 세지고 녹는점이 올라가기 때문에 수리가 쉽지 않기 때문이다.납이 모두 제거되면 칩에 미리 발라진 플럭스를 제거한다. 남아있는 많은 양의 플럭스는 납땜을 도리어 방해하게 되므로 제거한다. 제거할 때에는 보드 세척제 또는 플럭스 제거제를 이용하여 거즈나 면봉을 이용하여 남김없이 제거한다. 플럭스를 모두 제거하면 솔더링 페이스트를 도포한 후 납을 녹여 칩의 동판에 납을 입힌다. 납이 반구 모양으로 광택을 내며 굳으면 부품을 자동으로 PCB 보드에 장착시켜주는 BGA 장비에 보드와 칩을 모두 고정시킨 후 좌표를 입력하여 보드에 칩을 안착시킨다. BGA 장비에서 완성된 PCB 보드를 분리한 후 열이 식으면 기기를 재조립하면 다시 사용할 수 있다.